# Hamza (rappeur)
Pour les articles homonymes, voir Hamza.
Hamza, de son nom complet Hamza Al-Farissi (né le 1er août 1994 à Laeken, Bruxelles), est un rappeur, chanteur et beatmaker belge d'origine marocaine. Il est également connu pour son appartenance à la nouvelle vague du rap belge des années 2010 avec des artistes tels que Damso ou Shay.

## Biographie

### Jeunesse et débuts
D’origine marocaine, Hamza Al-Farissi naît et grandit à Laeken, à Bruxelles. Adolescent, il fonde le groupe Kilogramme Gang avec ses amis Triton et MK. La bande sort un projet intitulé Gotham City Vol.1 avant de se dissoudre. Hamza composait les beats utilisés par le groupe, ce qu'il apprit à faire sur le logiciel FruityLoops. En 2013, il sort son premier projet en solo : Recto Verso. Il s'ensuit une longue période durant laquelle Hamza n'enregistre plus de musique par manque de temps et en l'absence d'un studio d'enregistrement ; jusqu'à sa rencontre avec Dakose, qui lui permet d'enregistrer de nouveau et qui devient son manager,.

### Carrière
Le 11 mai 2015, il dévoile la mixtape H-24 en exclusivité sur le site HauteCulture.com. Celle-ci lui permet d'atteindre un certain public notamment au-delà des frontières belges. Le 24 juin 2016, soit un peu plus d'un an après le succès de H-24, il sort le projet Zombie Life, cette fois-ci sur toutes les plateformes légales. Le 24 octobre 2016, il dévoile l'EP New Casanova axé dancehall. Le 24 décembre 2016, Hamza dévoile par surprise une mixtape nommée Santa Sauce disponible gratuitement et uniquement sur la plateforme SoundCloud.
En 2017, il sort les singles Godzilla, Destiny's Child,, puis Vibes, et annonce un nouveau projet pour l'automne 2017. Le 16 juin 2017, il sort deux singles avec KC Rebell et Summer Cem : Outta Control et Focus. Ainsi, le 27 octobre 2017, l'artiste belge sort la mixtape 1994. Le titre Life issu de la mixtape est par ailleurs certifié single d'or en mars 2018. Toujours en 2017, il apparait sur l'album Pacifique de Disiz la Peste, sur le morceau Marquises. En mars 2019, il sort son premier album Paradise, contenant des collaborations avec SCH, Aya Nakamura, Christine and the Queens et Oxmo Puccino. La réédition Paradise (Deluxe) sort en août de la même année, avec comme invités le groupe 13 Block et le rappeur péruvien A. Chal (en). En décembre 2019, il poursuit son ascension avec la mixtape Santa Sauce 2 en invitant notamment Damso, Koba LaD et Gambi sur le projet. Le 21 janvier 2021, il annonce la sortie de son deuxième album, intitulé 140 BPM 2, qui sort le 5 février 2021.
Début 2023, Hamza dévoile le clip Introduction, premier extrait de son troisième album intitulé Sincèrement prévu pour le 17 février. Sur ce dernier, Hamza invite Damso, CKay, Tiakola et Offset.
En 2024, il participe au festival We Love Green, aux côtés de SZA, Justice ou encore Kaytranada.

## Discographie

### Singles
- 2016 : Hola Que Pasa
- 2016 : Baby Mama
- 2016 : One One
- 2016 : Tu me donne des idées
- 2017 : Godzilla
- 2017 : Destiny's Child
- 2017 : Vibes
- 2018 : Life
- 2018 : Jodeci Mob
- 2018 : Designer
- 2019 : Paradise
- 2019 : HS (feat. SCH)
- 2019 : Dale x Love Therapy (feat. Aya Nakamura)
- 2019 : Validé
- 2019 : God Bless (feat. Damso)
- 2020 : Henny Pop
- 2020 : Nobu
- 2020 : Netflix
- 2021 : Réél (feat. Zed)
- 2023 : Introduction
- 2023 : Codéine 19
- 2023 : Murder
- 2025 : Kyky2Bondy ( France:  Diamant)

### Apparitions
- 2016 : No Limit (sur la mixtape Ténébreuse musique de Alkpote)
- 2016 : High (sur l'EP Cerebral de Myth Syzer et Ikaz Boi)
- 2016 : Comme des sauvages (sur l'album Barlou de Seth Gueko)
- 2016 : Arnaque, crimes et botanique (sur l'album Césarienne de Za)
- 2016 : Hooligan (single de DTWEEZER)
- 2017 : Hola (sur l'album Welcome to Skyland de Cheu-B)
- 2017 : Marquises (sur l'album Pacifique de Disiz)
- 2017 : Focus (sur l'album Maximum de KC Rebell et Summer Cem)
- 2017 : Outta Control (sur l'album Maximum de KC Rebell et Summer Cem)
- 2017 : Je m'évade (sur la bande originale inspirée du film Tueurs)
- 2018 : Love Break (avec le producteur belge The Magician)
- 2018 : Cash (sur la bande originale inspirée du film Taxi 5)
- 2018 : Sans toi (sur l'album Bisous de Myth Syzer)
- 2018 : Bae (sur la mixtape Double hélice 3 de Caballero et JeanJass)
- 2018 : Vrai love (sur l'album Brutal de Ikaz Boi)
- 2018 : Jeep (sur l'album Bisous Mortels de Myth Syzer)
- 2019 : Traphouse (sur l'album Drip Music de Binks Beatz)
- 2019 : Feloos (feat. Jaegen, sur l'album Ramreaper de Ramriddlz)
- 2019 : Space Jam (sur la mixtape Unreleased mixtape (2016-2017) de Bon Gamin)
- 2019 : Maghreb Gang (French Montana, Khaled et Hamza (Saucegod remix) sur l'album Torremolinos de Farid Bang)
- 2019 : Bad Days (sur l'album Brutal 2 de Ikaz Boi)
- 2020 : Chily Sauce (sur l'album 5ème chambre (Très mystique) de Chily)
- 2020 : B!tch (sur l'album Split de Josman)
- 2020 : Nuit blanche (sur l'EP Midnight de Rim'K)
- 2020 : Pilote (sur l'album Enna de PLK)  Platine
- 2020 : Comme jamais (feat. Soolking & Zed, sur l'album Vintage)
- 2020 : Laisse-moi (single de Lous and the Yakuza)
- 2020 : BXL Zoo (feat. Damso sur l'album QALF)  Diamant
- 2020 : Drill FR 5 (feat. Gazo sur l'album Drill FR)
- 2021 : Benzo (feat. Rim'k & Leto sur l'EP ADN)
- 2021 : Jota (feat. Niska sur l'album Le monde est méchant)  Platine
- 2021 : Window Shopper Part.2 (feat. Laylow sur l'album L'Étrange Histoire de Mr. Anderson )  Or
- 2021 : Elle m'a dit (feat. DJ Quick & Ninho sur l'album Mal Luné Music )  Or
- 2021 : Fendi Love (feat. Guy2Bezbar sur l'album Coco Jojo)
- 2021 : Mastic (feat. Guy2Bezbar sur l'album Coco Jojo)
- 2022 : Maudit (feat. Vald sur l'album V)
- 2022 : R8 (Alonzo & Hamza sur la compilation 4.4.2)
- 2022 : Safari (feat. Dadju sur l'album Cullinan)
- 2022 : Atasanté (feat. Tiakola sur l’album Mélo)  Diamant
- 2022 : Fade Up (feat. Zeg P & SCH)  Diamant
- 2022 : Laisse-moi te dire (feat. Tayc sur la compilation No Limit)
- 2022 : Chrome Hearts (feat. Dinos sur l’album Hiver à Paris)  Or
- 2023 : Lakehouse (feat. Kekra sur l'album Stratos)
- 2023 : Panama (feat. Kaaris sur l'album Day One)  Diamant
- 2024 : En Mieux (feat. PLK sur l'album Chambre 140)  Or
- 2024 : Lalla (feat. Kore sur la mixtape RaÏ'n'B Fever : Part 1)  Or
- 2024 : Mes Lovés (feat. Ponko) Or
- 2024 : 1h55 (feat. Tiakola et Rsko sur la mixtape BDLM Vol. 1)  Platine
- 2024 : Toka (feat. SDM sur l'album À la vie à la mort)  Platine
- 2024 : Diana (feat. DJ Snake)

## Récompenses
| Année | Prix        | Catégorie                | Travail nommé | Résultat |
| ----- | ----------- | ------------------------ | ------------- | -------- |
| 2023  | Les Flammes | Album Spotify de l'année | Sincèrement   | Lauréat  |